# Bomaanslag in Bagdad op 1 februari 2008
De bomaanslag in Bagdad op 19 augustus 2009 waren terroristische aanslagen in de reeks van bomaanslagen in Bagdad, die tijdens de Irakoorlog werden gepleegd. 
De aanval bestond uit een zelfmoordaanslag op een druk punt in de stad. De daders bleken twee vrouwen met het syndroom van Down.